# 1797 en science
| Années de la science : 1794 - 1795 - 1796 - 1797 - 1798 - 1799 - 1800    |
| Décennies de la science : 1760 - 1770 - 1780 - 1790 - 1800 - 1810 - 1820 |

Cet article présente les faits marquants de l'année 1797 en science.

## Événements
- 31 juillet : dans un mémoire sur le bleu de Prusse publié dans les annales de chimie[1], Joseph Louis Proust propose la loi des proportions définies, qui énonce que les éléments se combinent toujours selon un même rapport pondéral pour former un composé[2].

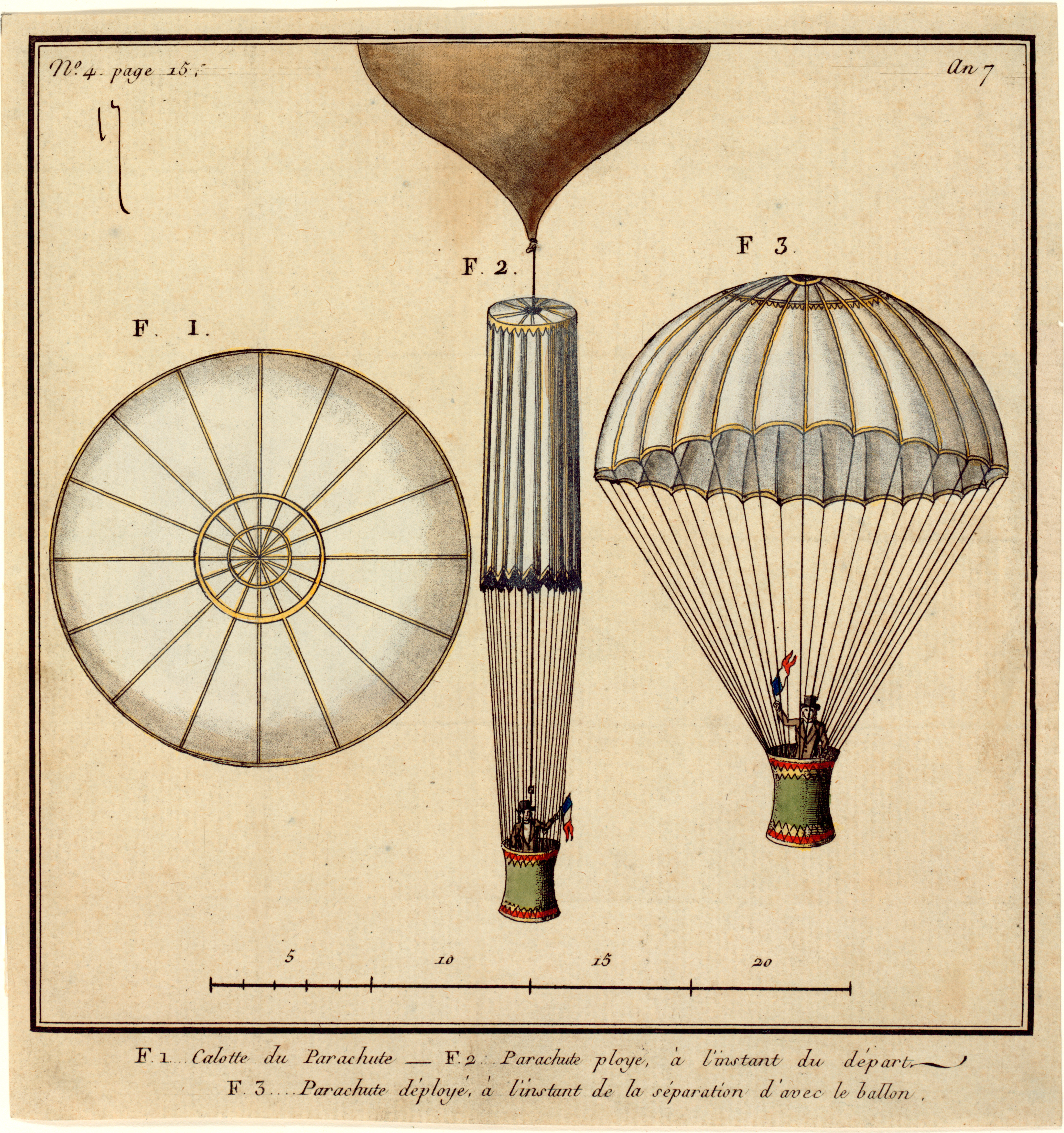
Le premier parachute de Jacques Garnerin.

- 22 octobre : premier saut en parachute d'un ballon par André-Jacques Garnerin au « parc de Mousseaux » à Paris[3].

- Jean-Baptiste de Lamarck découvre progressivement, dans les années 1797 à 1800, la théorie fondamentale de la transformation des espèces[4]. Avant 1801, il propose les notions de vertébrés et d'invertébrés[5].
- Le chimiste français Louis-Nicolas Vauquelin découvre un nouvel élément chimique, le chrome, dans le plomb rouge de Sibérie[6]. Il met en évidence la présence d'un métal inconnu dans le béryl qu’il baptise glucinium en 1798. Le béryllium est isolé indépendamment par Friedrich Wöhler et Antoine Bussy en 1828[7].
- Invention de la pompe par airlift par l'allemand Carl Emanuel Löscher (de)[8].
- Invention du tour à fileter de Henry Maudslay[9].

## Publications

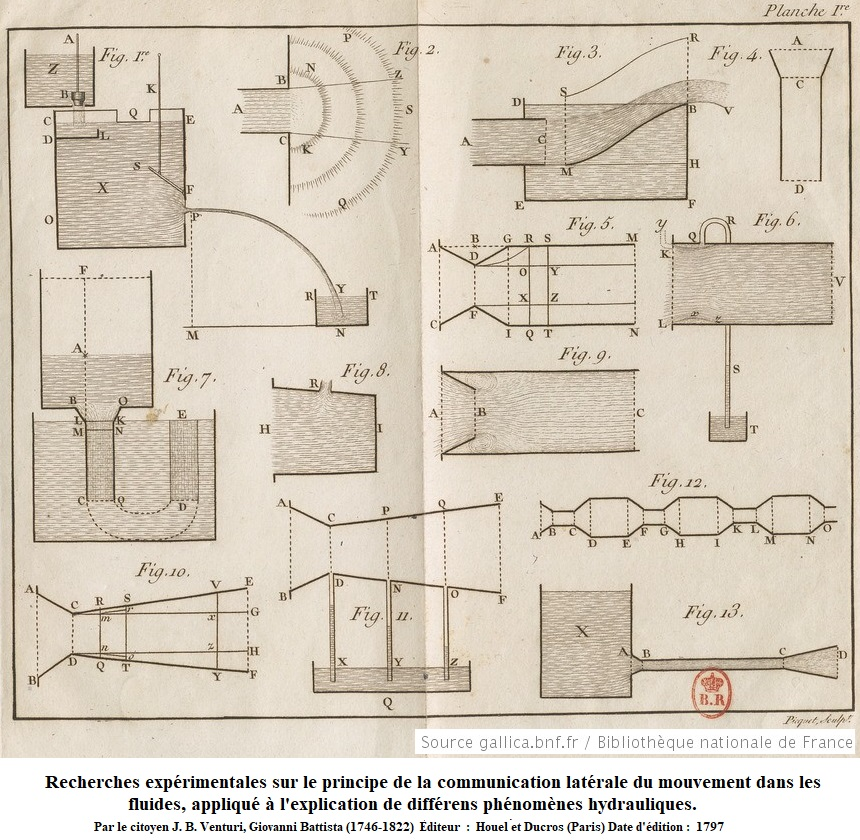
Première planche de Recherches expérimentales sur le principe de la communication latérale du mouvement dans les fluides de Giovanni Battista Venturi.

- Thomas Bewick : A history of British birds (vol. 1).
- Smithson Tennant : On the nature of diamond, Philosophical Transactions of the Royal Society. Il démontre que le diamant est composé de carbone pur[10].
- Joseph-Louis Lagrange : Théorie des fonctions analytiques.
- Jean-Baptiste de Lamarck : Mémoires de physique et d'histoire naturelle.
- Giovanni Battista Venturi : Recherches expérimentales sur le principe de la communication latérale du mouvement dans les fluides, appliqué à l'explication de différens phénomènes hydrauliques. Il décrit l'effet portant son nom en application du théorème de Bernoulli et invente le tube de Venturi[11].

## Naissances

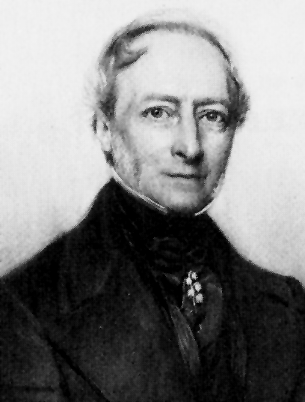
Frederick William Hope

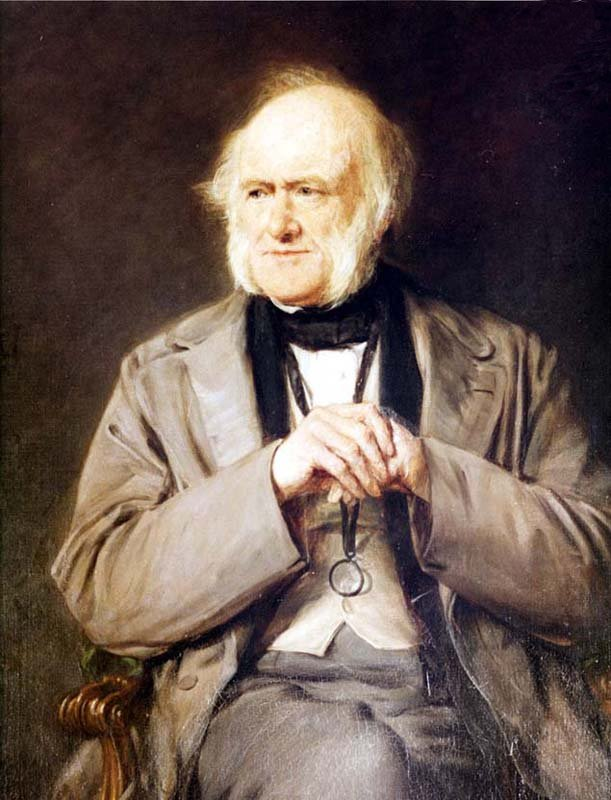
Charles Lyell

- 3 janvier : Frederick William Hope (mort en 1862), zoologiste britannique.
- 4 janvier : Guillaume Beer (mort en 1850), astronome allemand.
- Février : Joseph-Alphonse Adhémar (mort en 1862), mathématicien français.
- 5 février : Jean-Marie Duhamel (mort en 1872), mathématicien et physicien français.
- 3 mars : Gotthilf Hagen (mort en 1884), statisticien et ingénieur hydraulicien prussien.
- 10 mars : George Poulett Scrope (mort en 1876), géologue et économiste britannique.
- 21 mars : Johann Andreas Wagner (mort en 1861), paléontologue, zoologiste et archéologue allemand.
- 2 mai : Abraham Gesner (mort en 1864), médecin et géologue canadien.
- 30 mai : Karl Friedrich Naumann (mort en 1873), géologue allemand.
- 14 juillet : James Scott Bowerbank (mort en 1877), naturaliste, géologue et paléontologue britannique.
- 26 juillet : William Hutton (mort en 1860), géologue et paléontologue britannique.
- 23 août : Barré de Saint-Venant (mort en 1886), ingénieur, physicien et mathématicien français.
- 31 août : James Ferguson (mort en 1867), astronome américain né en Écosse.
- 1er septembre : Augustin-Pierre Dubrunfaut (mort en 1881), chimiste français.
- 10 septembre : Carl Gustaf Mosander (mort en 1858), professeur et chimiste suédois.
- 17 septembre : Heinrich Kuhl (mort en 1821), zoologiste allemand.
- 26 septembre : Olry Terquem (mort en 1886), géologue français.
- 4 octobre : Félix Savary (mort en 1841), astronome français.
- 5 octobre : John Gardner Wilkinson (mort en 1875), égyptologue britannique.
- 16 octobre : Koide Chōjūrō (mort en 1865), mathématicien japonais.

- 11 novembre : Giuseppe Toaldo (né en 1719), ecclésiastique, astronome et météorologue italien.
- 14 novembre : Charles Lyell (mort en 1875), géologue britannique.
- 20 novembre : Alexandre-Joseph-Hidulphe Vincent (mort en 1868), mathématicien français.

- 17 décembre : Joseph Henry (mort en 1878), physicien américain.
- 23 décembre : Adrien de Jussieu (mort en 1853), botaniste français.

## Décès
- 26 mars : James Hutton (né en 1726), géologue écossais.

- 21 juillet : Bertrand Pelletier (né en 1761), pharmacien et chimiste français.

- 23 août : Élie Bertrand (né en 1713), pasteur, géologue et naturaliste suisse.

- Wang Zhenyi (née en 1768), astronome et géophysicienne chinoise.